# Europese kampioenschappen inlineskaten 2019
De Europese kampioenschappen inline-skaten 2019 werden van 25 augustus tot en met 1 september gehouden in het Spaanse Pamplona. Het was de één-en-dertigste editie van het Europees kampioenschap sinds de invoering van de inline-skates. Tegelijk met het hoofdtoernooi (senioren) vonden ook de kampioenschappen plaats voor junioren-A (onder de 19) en junioren-B (onder de 17). De 500 meter teamsprint stond voor de tweede keer op het programma; drie andere onderdelen zijn ingekort.

## Medailleverdeling

### Mannen
| Piste                      | Piste             | Piste              | Piste             |
| Afstand                    | Goud ·            | Zilver ·           | Brons ·           |
| -------------------------- | ----------------- | ------------------ | ----------------- |
| 200m Tijdrit               | Ioseba Fernandez  | Jonathan Galar     | Duccio Marsili    |
| 500m Sprint                | Duccio Marsili    | Valentin Thibault  | Darren de Souza   |
| 1000m Sprint               | Giuseppe Bramante | Patxi Peula        | Diogo Marreiros   |
| 10.000m Punten-/afvalkoers | Daniel Niero      | Diogo Marreiros    | Patxi Peula       |
| 10.000m Afvalkoers         | Giuseppe Bramante | Martin Ferrié      | Doucelin Pedicone |
| 500m Teamsprint            | Spanje            | Nederland          | Frankrijk         |
| 3000m Aflossing            | Italië            | Frankrijk          | Spanje            |
| Weg                        |                   |                    |                   |
| Afstand                    | Goud ·            | Zilver ·           | Brons ·           |
| 100m Tijdrit               | Ioseba Fernandez  | Jonathan Galar     | Ron Pucklitzsch   |
| Lap Sprint                 | Ioseba Fernandez  | Valentin Thibault  | Duccio Marsili    |
| 10.000m Puntenkoers        | Patxi Peula       | Daniel Niero       | Casper de Gier    |
| 15.000m Afvalkoers         | Martin Ferrié     | Daniele Di Stefano | Diogo Marreiros   |
|                            |                   |                    |                   |
| 42.195m Marathon           | Felix Rijhnen     | Diogo Marreiros    | Patxi Peula       |

### Vrouwen
| Piste                      | Piste                  | Piste                  | Piste             |
| Afstand                    | Goud ·                 | Zilver ·               | Brons ·           |
| -------------------------- | ---------------------- | ---------------------- | ----------------- |
| 200m Tijdrit               | Mathilde Pedronno      | Sandrine Tas           | Linda Rossi       |
| 500m Sprint                | Sandrine Tas           | Mathilde Pedronno      | Laethisia Schimek |
| 1000m Sprint               | Sandrine Tas           | Linda Rossi            | Anke Vos          |
| 10.000m Punten-/afvalkoers | Francesca Lollobrigida | Edda Paluzzi           | Luisa Woolaway    |
| 10.000m Afvalkoers         | Sandrine Tas           | Francesca Lollobrigida | Marine Lefeuvre   |
| 500m Teamsprint            | België                 | Italië                 | Spanje            |
| 3000m Aflossing            | België                 | Spanje                 | Portugal          |
| Weg                        |                        |                        |                   |
| Afstand                    | Goud ·                 | Zilver ·               | Brons ·           |
| 100m Tijdrit               | Linda Rossi            | Sandrine Tas           | Stien Vanhoutte   |
| Lap Sprint                 | Stien Vanhoutte        | Anke Vos               | Mathilde Pedronno |
| 10.000m Puntenkoers        | Francesca Lollobrigida | Maite Ancin Gambarte   | Laura Lorenzato   |
| 15.000m Afvalkoers         | Sandrine Tas           | Francesca Lollobrigida | Giorgia Bormida   |
|                            |                        |                        |                   |
| 42.195m Marathon           | Maialen Oñate Jimenez  | Juliette Pouydebat     | Josie Hofmann     |

### Medaillespiegel
Dit is de medaillespiegel van de wedstrijden van het hoofdtoernooi (senioren).
| Plaats | Land      | Goud | Zilver | Brons | Totaal |
| 1      | Italië    | 8    | 7      | 6     | 21     |
| 2      | België    | 7    | 3      | 2     | 12     |
| 3      | Spanje    | 6    | 5      | 4     | 15     |
| 4      | Frankrijk | 2    | 6      | 5     | 13     |
| 5      | Duitsland | 1    | 0      | 3     | 4      |
| 6      | Portugal  | 0    | 2      | 3     | 5      |
| 7      | Nederland | 0    | 1      | 1     | 2      |
| Totaal | Totaal    | 24   | 24     | 24    | 72     |

Pico 1989 · 
Inzell 1990 · 
Pineto 1991 · 
Acireale 1992 · 
Valence d'Agen 1993 · 
Pamplona 1994 · 
Praia da Vitória 1995 · 
Saint-Brieuc 1996 · 
Roseto 1997 · 
Coulaines 1998 · 
Zandvoorde 1999 · 
Latina 2000 · 
Paços de Ferreira 2001 · 
Valence d'Agen 2002 · 
Padua 2003 · 
Heerde/Groningen 2004 · 
Juterborg 2005 · 
Cassano d'Adda 2006 · 
Oporto 2007 · 
Gera 2008 · 
Oostende 2009 · 
San Benedetto del Tronto 2010 ·
Heerde/Zwolle 2011 · 
Szeged 2012 · 
Almere 2013 · 
Geisingen 2014 · 
Wörgl/Innsbruck 2015 ·
Heerde/Steenwijk 2016 · 
Lagos 2017 · 
Oostende 2018 · 
Pamplona 2019 · 
Canelas 2021 · 
L'Aquila 2022 · 
Valence d'Agen 2023 · 
Oostende 2024